# Anton Dachler
Anton Dachler, född 17 januari 1841 i Biedermannsdorf, död 31 oktober 1921 i Wien, var en österrikisk byggnadstekniker och historiker.
Dachler föddes 1841 som son till en mjölnare, senare arbetade han som ingenjör i Österrike. Sedan 1892 var han direktör för byggnadsnämnden på ”Kaiser Ferdinands-Nordbahn” (Kejsar Ferdinands-järnvägen).